# King Cole's Birthday Party
King Cole's Birthday Party (La fiesta de cumpleaños del rey Cole), también conocido como Birthday Party, era un programa de televisión estadounidense emitido por la cadena DuMont. Se emitió desde 1947 hasta 1949, y era un programa infantil, en el cual se celebraba el cumpleaños real de un niño. El programa era auspiciado por la empresa Jay Day Dress de Nueva York.
El programa fue transmitido en un principio a nivel local por WABD, que era la estación afiliada a DuMont en Nueva York. A inicios de 1948, King Cole's Birthday Party comenzó a ser emitido nacionalmente a través de la cadena de estaciones de DuMont. Su última emisión ocurrió el 23 de junio de 1949. Entre las personas que presentaron el programa se cuentan a Bill Slater y Ted Brown.

## Estado de los episodios
No existen grabaciones de este programa.